# Francesco Ielpo
Francesco Ielpo, O.F.M. (Lauria, 18 de maio de 1970), é um frade franciscano italiano, e Custódio da Terra Santa desde 2025.

## Biografia
Francesco Ielpo fez sua profissão solene na Ordem dos Frades Menores em 1998; em 2000 foi ordenado sacerdote.
Ocupou os seguintes cargos: Professor de religião (1994-2010); Reitor do Instituto Franciscanum Luzzago em Brescia (desde 2000); Membro do Conselho Nacional da FIDAE (Federação dos Institutos de Atividades Educativas) (2006-2010); Definidor Provincial da Província da Lombardia (2007-2010); Pároco de Sant'Antonio di Padova em Varese (2010-2013). De setembro de 2013 a 2016, foi Comissário da Terra Santa da Lombardia, cargo que ocupou de 2016 a 2023 para a Província do Norte da Itália. Desde 2014, é membro do Conselho de Administração da Associação Pro Terra Sancta. Desde 2022 é Presidente da Fundação Terra Santa, Delegado do Custódio da Terra Santa para a Itália, Delegado Geral para a reestruturação das Províncias da Campânia, Basilicata e Calábria.

O Papa Leão XIV confirmou a eleição do Padre Ielpo como Custódio da Terra Santa e Guardião do Monte Sião em 24 de junho de 2025.